# ایولین کولیر
ایولین کولیر (انگلیسی: Evelyn Colyer; ۱۶ اوت ۱۹۰۲ – ۶ نوامبر ۱۹۳۰) تنیس‌باز اهل بریتانیا بود.
وی در مسابقات کشوری و بین‌المللی در مجموع برندهٔ ۱ مدال برنز شده‌است.